# Sokotrasolfågel
Sokotrasolfågel (Chalcomitra balfouri) är en fågel i familjen solfåglar inom ordningen tättingar.

## Utseende och läte
Sokotrasolfågeln är en rätt udda tecknad solfågel där båda könen är anspråkslöst tecknade. Ovansidan är brun, undersidan ljus med svarta fjäll och streck. Strupen är svart och i ansiktet syns vita mustaschstreck. Vid skuldrorna finns små gula fjädertofsar som dock kan vara svåra att se. Den kvittriga sången kan ibland innehålla härmningar av andra fågelarter.

## Utbredning och systematik
Sokotrasolfågeln förekommer enbart på ön Sokotra. Den behandlas som monotypisk, det vill säga att den inte delas in i några underarter.

## Status och hot
Arten har ett litet utbredningsområde och tros minska i antal på grund av habitatdegradering i form av högt betestryck och skogsavverkning. Den minskar dock inte tillräckligt kraftigt för att den ska betraktas som hotad. Internationella naturvårdsunionen IUCN kategoriserar därför arten som livskraftig (LC). Världspopulationen har inte uppskattats men den beskrivs som vanlig.

## Namn
Fågelns vetenskapliga artnamn hedrar Sir Isaac Bayley Balfour (1853-1922), en skotsk botaniker och upptäcktsresande som samlade in typexemplaret på Sokotra.